# A’schklar
A’schklar ist das fünfte Studioalbum des deutschen Sängers Stefan Stoppok und erschien 1991 bei Ariola.

## Titelliste
1. Giftig – 4:03
2. Django – 3:48
3. Aus dem Beton – 4:35
4. Risiko – 4:36
5. Der nackte Mann – 2:58
6. Der Andere – 3:58
7. Was Dir noch fehlt – 5:10
8. Bewährungshelfer – 3:34
9. Schein – 3:03
10. Nie mehr zurück – 3:53
11. Volle Fahrt voraus – 6:15
12. Herzlos – 3:40
13. Stück für Stück – 3:56
14. Der Container (gesungen von Günter Semmler) – 2:03